# Turistická značená trasa 6161
 Turistická značená trasa 6161 je 5 km dlouhá žlutě značená trasa Klubu českých turistů v okrese Beroun a propojující soustavu lomů Amerika s návaznými turistickými trasami. Její převažující směr je západní. Celá trasa se nachází na území CHKO Český kras.

## Průběh trasy
Turistická trasa má svůj počátek v obci Mořina na rozcestí s modře značenou trasou 1012 z Černošic k dubu sedmi bratří. Ulicemi klesá k severu, přechází Budňanský potok, opouští zástavbu a stoupá po asfaltové komunikaci ke kladensko-nučické dráze, kterou kříží. Za ní stále stoupá severozápadním směrem polní cestou k lomu Velká Amerika. U něj se stáčí k západu a pokračuje po pěšině po jeho severní hraně k lomu Mexiko. Na šíji mezi oběma lomy je zřízena krátká odbočka k pomníku politických vězňů. Trasa dál po pěšinách obchází ze severu průmyslovou zástavbu a lom Kanada a přes louku pokračuje k západu do lesů v okolí lomu Malá Amerika. Od něj sestupuje po lesních cestách a pěšinách k jihu a posléze k jihozápadu k dubu sedmi bratří, kde končí, stejně jako trasa 1012 přicházející sem z Mořiny alternativním směrem. V závěru vede v krátkém souběhu s červeně značenou trasou 0001 z Berouna ke Karlštejnu.

## Historie
V úseku mezi Budňanským potokem a Kladensko-nučickou dráhou vedla trasa dříve západněji kolem místního židovského hřbitova.

## Turistické zajímavosti na trase
- Lom Velká Amerika
- Pomník politickým vězňům
- Lom Mexiko
- Lom Kanada
- Lom Malá Amerika
- Národní přírodní rezervace Karštejn
- Dub sedmi bratří